# Ptačí vrch (Hrazenská pahorkatina, 400 m)
Ptačí vrch (německy Vogelberg) je kopec o nadmořské výšce 400 m nacházející se ve Šluknově (místní část Císařský) v Ústeckém kraji.

## Charakteristika
Vrch náleží ke geomorfologickému celku Šluknovská pahorkatina, jeho okrsku Šenovská pahorkatina a podokrsku Hrazenská pahorkatina. Geologické podloží tvoří střednězrnný lužický granodiorit, který ve vrcholové části střídá granodiorit lipovsko-rožanský. Ze západního svahu se táhne směrem na jih mocná žíla křemene. Půdní pokryv se skládá z modální mesobazické a oglejené kambizemě a oglejené luvizemě. Podél východního úpatí protéká Stříbrný potok, podél západního pak bezejmenný přítok Šluknovského potoka a severní úpatí sahá až ke Šluknovskému potoku. Celý kopec tak náleží k povodí Sprévy a Labe a úmoří Severního moře. Vrcholová část je zalesněna listnatým až smíšeným lesem. Ve vrcholové části stojí budova bývalé výletní restaurace a na severní svah zasahuje zástavba Císařského. Přes východní až jižní svah vede žlutě značená turistická trasa, která spojuje nedaleký vrch Hrazený (608 m) se vsí Království.